# Peter Philipp von Dernbach

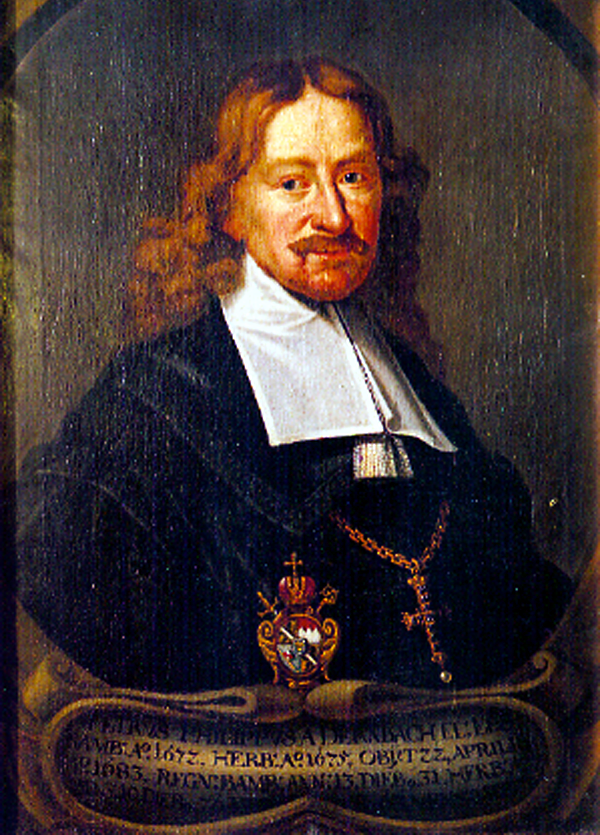
Peter Philipp von Dernbach, gen. Graul, Fürstbischof zu Bamberg und Würzburg, Herzog zu Franken

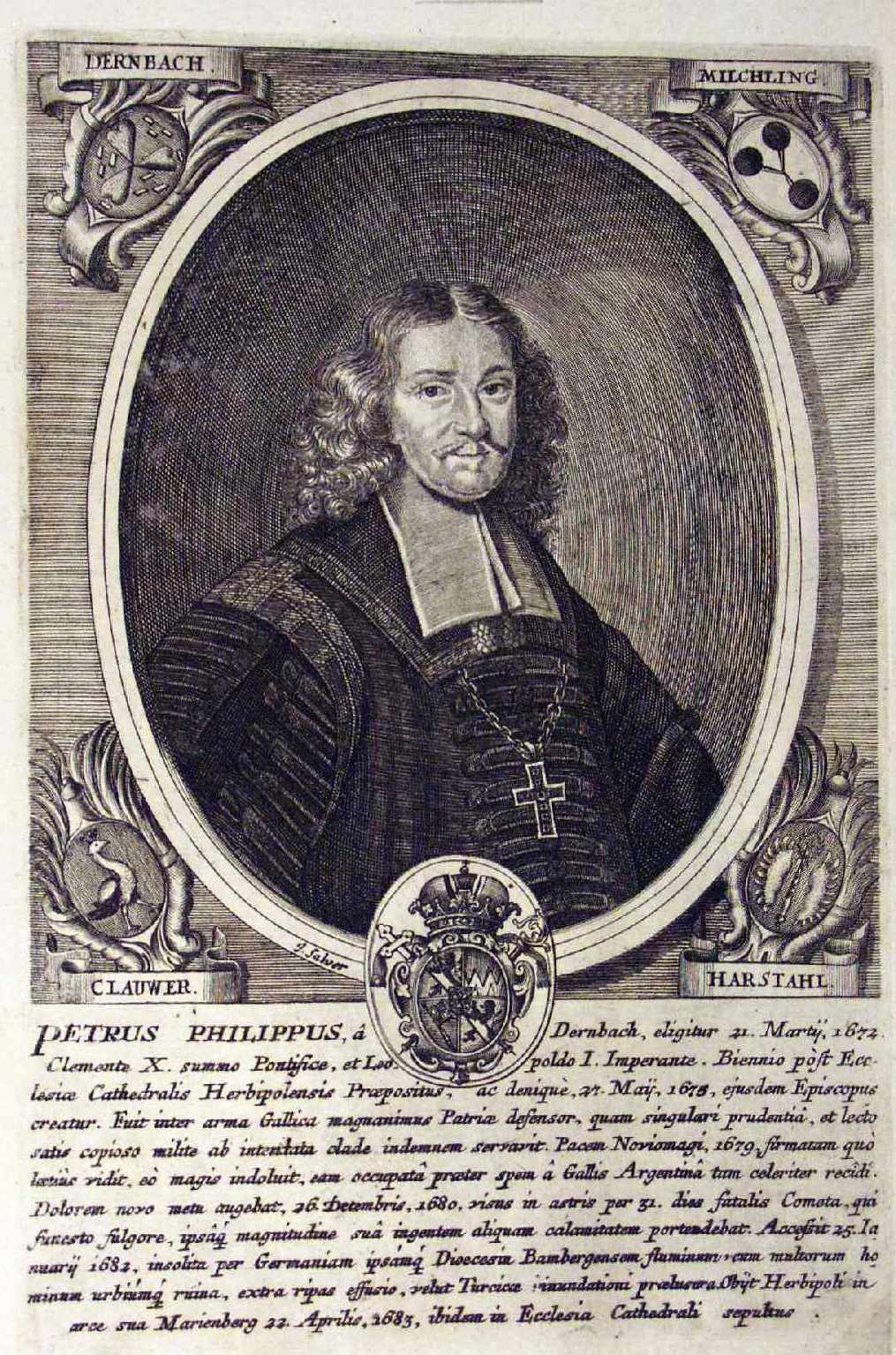
Peter Philipp von Dernbach, Kupferstich von Johann Salver

Peter Philipp von Dernbach genannt Graul, latinisiert auch Petrus Philippus a Dernbach, (* 1. Juli 1619 in Geisa (Rhön); † 23. April 1683 in Würzburg) war Fürstbischof des Bistums Bamberg und Bistums Würzburg, Herzog zu Franken.

## Familie
Peter Philipp von Dernbach, geboren als jüngstes Kind des kaiserlichen Rats und Fuldaischen Hofmarschalls Melchior von Dernbach, hatte sechs Brüder und stammte aus der hessischen Uradelsfamilie „von Dernbach genannt Graul“ (Genanntname) mit Stammsitz auf der Burg Neu-Dernbach, heute Ortsteil von Bad Endbach im Landkreis Marburg-Biedenkopf in Hessen. Sein Vater wurde, wie dessen zwei weitere Brüder von ihrem Bruder, dem Fuldaer Fürstabt Balthasar von Dernbach gen. Graul, nach Fulda geholt, nachdem sie vom evangelisch-lutherischen Glauben zum katholischen Glauben übergetreten waren, und mit hohen Ämtern versehen.

## Leben
Peter Philipp wurde als Zwölfjähriger am 7. Februar 1631 vom Bamberger Domkapitel als Domizellar (Kanoniker) aufgenommen, am 25. Februar 1643 auch in Würzburg. Er studierte in Würzburg ab 1639, in Bamberg von 1642 bis 1643 und bis 1648 am Collegium Germanicum in Rom.
Am 31. Mai 1649 wurde er als Domherr mit Sitz und Stimme in das Domkapitel zu Bamberg gewählt, am 7. August 1649 auch in das Domkapitel zu Würzburg. Am 27. Juni 1651 wurde er als Nachfolger Philipp Valentin Voit von Rienecks Dompropst in Kärnten. Hier verwaltete er über 20 Jahre lang als Vizedom die dortigen  umfangreichen Besitzungen des Bistums Bamberg. Während dieser Zeit lernte er den Kaisersohn Leopold kennen, den späteren Kaiser Leopold I., was ihm sehr nützte. Am 22. März 1672 wurde er von Papst Clemens X. zum Bischof von Bamberg und damit zum Nachfolger Valentin Voits von Rieneck ernannt. Die Bischofsweihe am 2. Juni 1675 spendete ihm der Erzbischof von Mainz Damian Hartard von Leyen-Hohengeroldseck. Papst Clemens X. ernannte ihn am 27. Mai 1675 auch zum Fürstbischof von Würzburg. In beiden Fällen unterstützte Kaiser Leopold I. seine Wahl nachhaltig. 
Mit der Doppelwahl wurde er zugleich ein bedeutender Reichsfürst mit dem zusätzlichen Titel „Herzog zu Franken“. Er schloss u. a. mit dem protestantischen Landgrafen von Hessen-Kassel ein Schutzbündnis und stellte dem Kaiser im Kampf gegen Frankreich 5000 Mann Militär.
Nach seiner Wahl erlangte er beim Kaiser für seine Familie am 13. Juli 1675 die Reichsfreiherrenwürde und für sich und seine zwei Neffen am 24. Juli 1678 die Erhebung in den Reichsgrafenstand. Außerdem konnte er mit Hilfe des Kaisers die Herrschaft Wiesentheid in eine Reichsgrafschaft umwandeln lassen und sie seinem Neffen Johann Otto von Dernbach gen. Graul übergeben.
Der Fürstbischof war auch unter dem Spitznamen „Peter Lustig“ bekannt. Er soll von Zeit zu Zeit seine Weinkeller für die Untertanen geöffnet und sie zu einem kostenlosen Umtrunk eingeladen haben.
Im Salon des Schlosses Veitshöchheim hängt ein mannsgroßes Porträt des Bischofs.

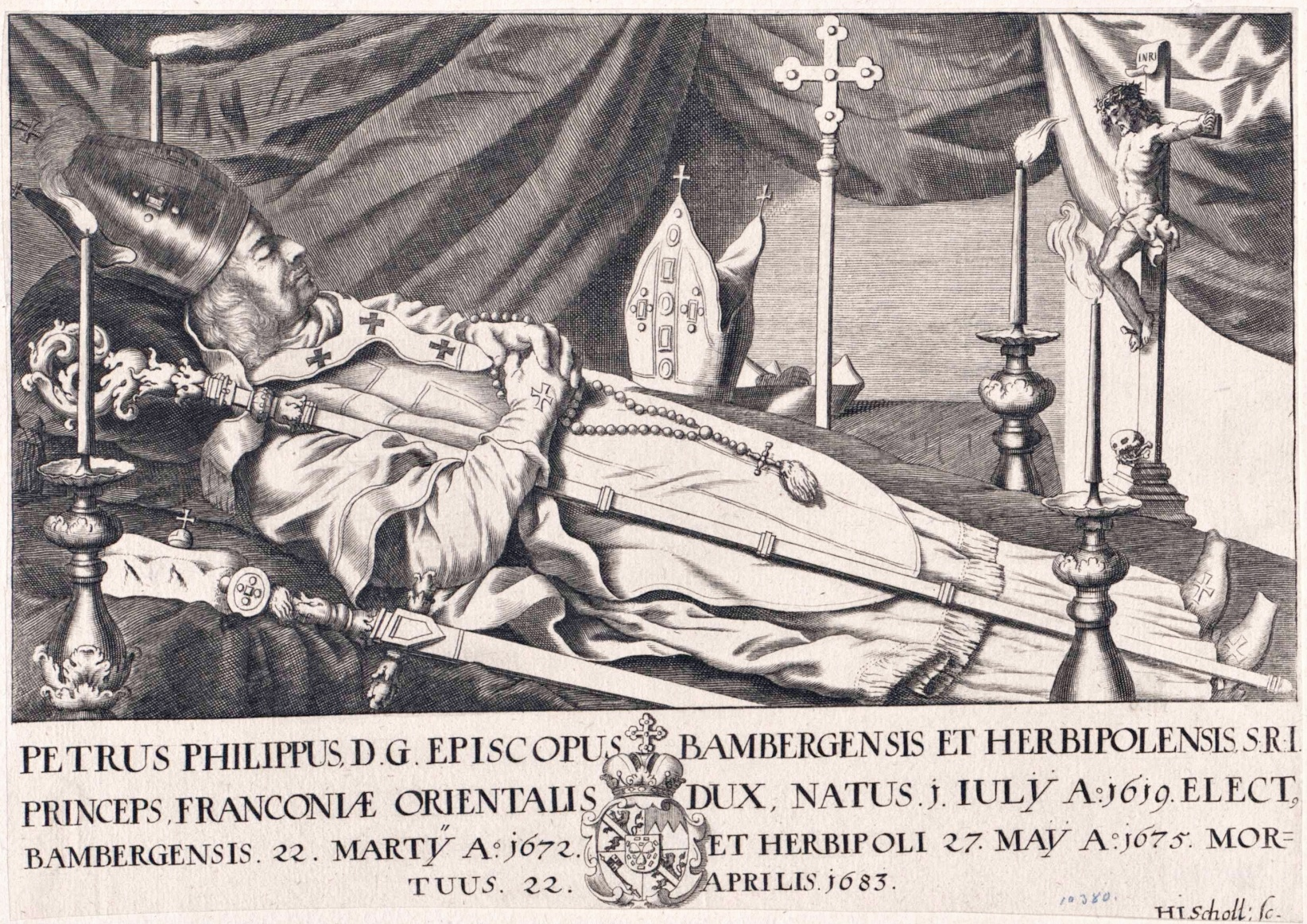
Der Bischof auf dem Sterbebett, 1683

Peter Philipp von Dernbach starb 1683 an den Folgen eines Schlaganfalls auf der Marienburg, wo er auch in der Kapelle seine letzte Ruhe fand.

### Pate eines evangelisch-lutherischen Täuflings
Als Kuriosum seiner Vita ist zu erwähnen, dass der Fürstbischof Pate eines evangelisch-lutherischen Täuflings wurde. Im Kirchenbuch der evangelisch-lutherischen Kirche von Hartenrod (heute Gemeinde Bad Endbach im Landkreis Marburg-Biedenkopf) in Mittelhessen wird im Taufregister unter dem 14. April 1678 der hochehrwürdigste Bischof von Würzburg und Bamberg Peter Philipp von Dernbach gen. Graul genannt, als Namensgeber und Taufpate bei der evangelisch-lutherischen Taufe von Peter Philipp Friedrich von und zu Dernbach (* 22. März 1678; † 2. Januar 1729). Der Täufling war Sohn von Georg Albrecht von und zu Dernbach und Maria Eleonora geb. von Wonsheim, die im Stammsitz Neu-Dernbach wohnten.

## Wappen

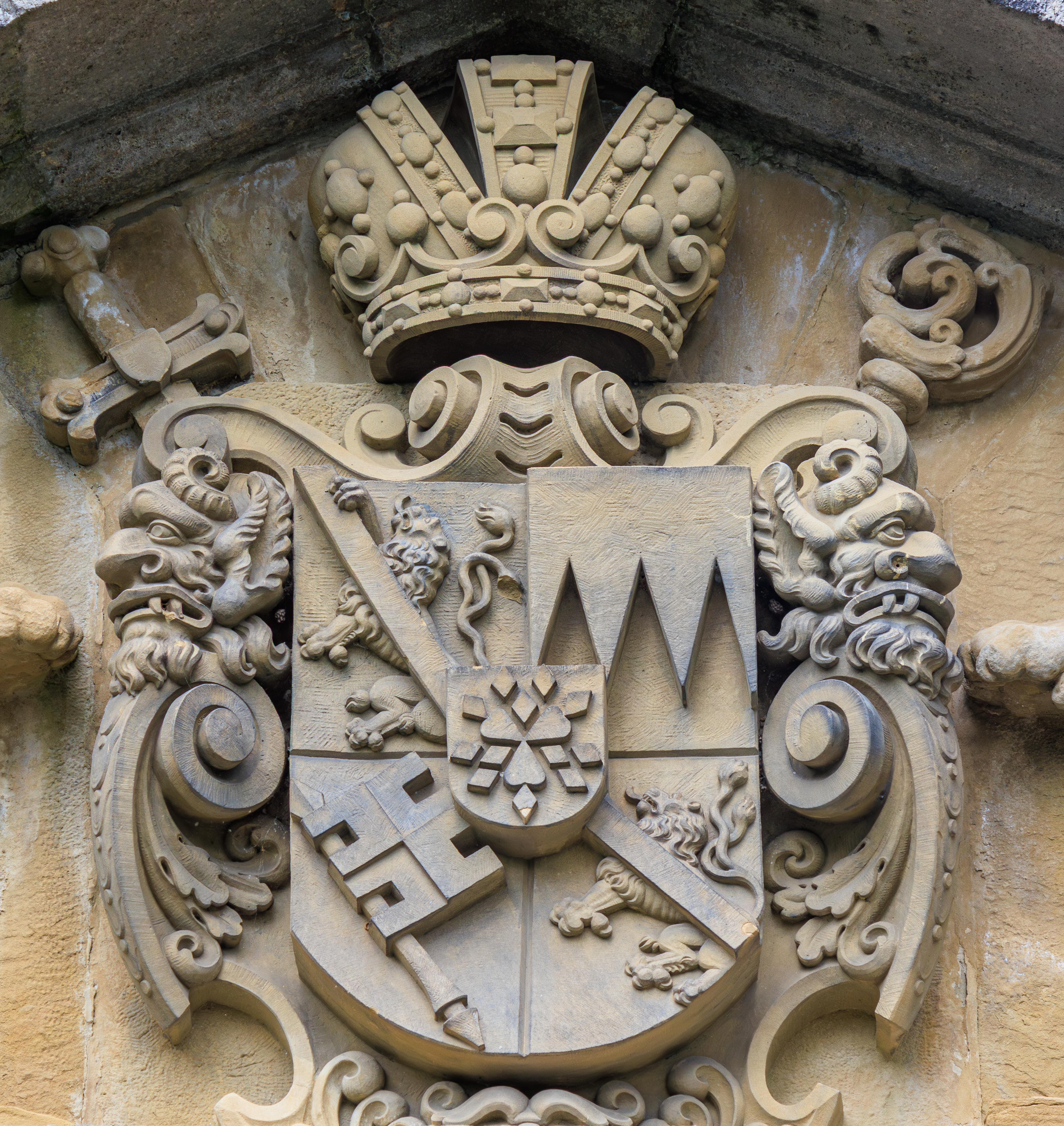
Wappen des Fürstbischofs von Bamberg (1672–1683) und Fürstbischof von Würzburg (1674–1683)

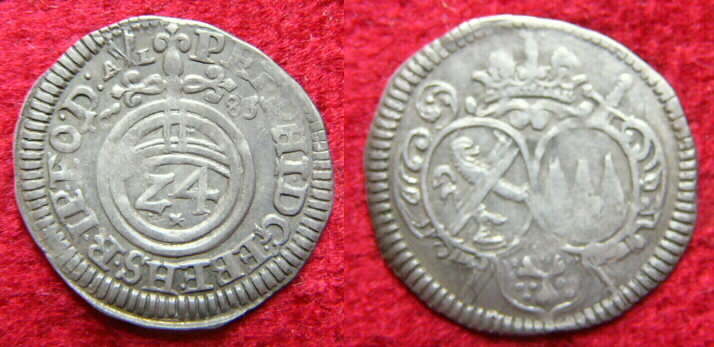
Groschen von 1683

Das fürstbischöfliche Wappen setzt sich in einer Vierung aus den Wappen der Bistümer Würzburg und Bamberg zusammen. Als Herzschild ist das Familienwappen aufgepflanzt: Drei goldene Herzen (Seerosenblätter? eher Waldkleeblätter) sind an den Spitzen zu einem Dreipass zusammengestellt. Der blaue Grund ist mit goldenen Schindeln belegt. Heidinrich von Dernbach führte 1323 bereits dieses Wappen.